# Jackson & Malone
Jackson & Malone is een Nederlandse detectiveserie uit 2024, geproduceerd als Videoland Original. De serie is bedacht door Hans Teeuwen en geregisseerd door Max Porcelijn. Samen met Jonathan van het Reve tekenden zij tevens voor het script. Jackson & Malone ging op 19 juli 2024 in première op Videoland.
De serie is geproduceerd door Kaap Holland Series.

## Achtergrond
De namen van de twee hoofdpersonen zijn afkomstig uit Teeuwens theatervoorstelling Industry of Love (2003-2004). In de try-outs zat toen een sketch waarin de rechercheurs Jackson en Malone een gestolen fiets onderzochten, maar uiteindelijk haalde de sketch de uiteindelijke voorstellingen niet. Teeuwen besloot daarom dat het hergebruik van deze namen voor een televisieserie geen probleem was.

## Verhaallijn
In het Brabantse dorpje Spulne begint burgemeester Rick van Hulst met zijn eerste werkdag. Meteen wordt hij geconfronteerd met een serie moorden op bejaarde inwoners die wonen in het klooster. De rechercheurs Jackson en Malone worden vanuit de EMB (Extreme Misdaadbestrijding) ingezet om de zaak op te lossen. Zij zijn niet alleen de hardste rechercheurs maar ze hebben ook onbeperkte bevoegdheden. Vooral Malone is nogal schietgraag.
Uiteindelijk weten de twee de zaak op te lossen, waarna ze Spulne weer verlaten, klaar voor de volgende opdracht.

## Rolverdeling
| Acteur                 | Personage                |
| ---------------------- | ------------------------ |
| Hans Teeuwen           | Jackson                  |
| Kevin Janssens         | Malone                   |
| Peter van de Witte     | Rik van Hulst            |
| Sanne Samina Hanssen   | Rianne van Hulst         |
| Jan Bijvoet            | Kapelaan Lukas Lindemann |
| Tom van Dyck           | Dustin Ponce             |
| Porgy Franssen         | Leopold Franck           |
| Leny Breederveld       | Ieanneke Liebeswasser    |
| Laura Bakker           | Annemiek                 |
| Kees Hulst             | Dokter Nijhoff           |
| Jennifer Heylen        | Lara Vis                 |
| Bob Schwarze           | Lex Laurens              |
| Max van den Burg       | Ruurd                    |
| Steef Cuijpers         | Marnix West              |
| Michiel Romeyn         | Wethouder Bruijs         |
| Roy Reymound (Fresku)  | Dennis Kamps             |
| Rick Paul van Mulligen | Philippe                 |
| Beppie Melissen        | Madam Mouli              |
| Arjan Ederveen         | Pastoor Dunkers          |
| Elisa van Riessen      | Els Franck               |
| Jay Francis            | Bruno Pavert             |